# Micrura albifrons
Micrura albifrons är en djurart som tillhör fylumet slemmaskar, och som beskrevs av Timofeeva 1912. Micrura albifrons ingår i släktet Micrura och familjen Lineidae. Inga underarter finns listade i Catalogue of Life.